# Joseph Braun (Theologe, 1857)
Joseph Braun SJ (* 31. Januar 1857 in Wipperfürth; † 11. Juli 1947 in Pullach bei München) war ein deutscher römisch-katholischer Theologe, Jesuit und Kunsthistoriker.

## Leben
Joseph Brauns Studienzeit war von der Spätphase des Kulturkampfs, dem Jesuitengesetz und von dessen Auswirkungen auf die katholischen Theologischen Fakultäten Deutschlands geprägt. Er studierte katholische Theologie an der Universität Bonn, empfing am 11. Juni 1881 im niederländischen Roermond die Priesterweihe für das Erzbistum Köln und wirkte anschließend in der Seelsorge von Essen-Frohnhausen, Kentenich sowie Wipperfürth. Während seines Theologiestudiums wurde Braun 1878 Mitglied der KDStV Ripuaria Bonn im CV.
Am 4. Oktober 1890 begann Braun das Noviziat bei den Jesuiten im niederländischen Blijenbeek und studierte in Exaten Philosophie sowie in Ditton Hall Theologie, um schließlich von 1896 bis 1940 als Skriptor der Jesuitenzeitschrift Stimmen aus Maria Laach zu wirken. Während dieser Zeit wohnte er in Luxemburg (1900–1911), Valkenburg (1912–1921), nach Abschaffung des Jesuitengesetzes in München (1922–1940) und unterstützte Stephan Beissel in seinen wissenschaftlichen Arbeiten. Parallel dazu übernahm Braun die Professur für Kunstgeschichte und Christliche Archäologie von Gerhard Gietmann in Valkenburg (1911–1930) und von 1927 bis 1930 einen Lehrauftrag für christliche Kunst an der neu gegründeten Philosophisch-Theologischen Hochschule Sankt Georgen. Nachdem 1941 die Redaktionsgebäude der Stimmen aus Maria Laach durch den Nationalsozialismus enteignet und die Zeitschrift verboten wurde, lehrte Braun bis 1947 an der Hochschule für Philosophie in Pullach.
Den Erkenntnissen seiner zahlreichen Publikationen gingen Studienreisen nach Frankreich, Spanien, Italien, England und Dänemark voraus, wo er Materialsammlungen anlegte und sie für wissenschaftliche Zwecke edierte. Seine geplante Edition der liturgischen Handschriften des Rheinlands, erreichte durch seinen Tod keine Publikationsreife.
Wenngleich Brauns wissenschaftliche Schlussfolgerungen teilweise überholt sind, gelten seine Handbücher zur Paramentik, dem christlichen Altar und dessen liturgischem Gerät wegen der Materialfülle noch heute als Grundlagen- und Standardwerke, weshalb sie neue Auflagen erleben.

## Schriften
- Die liturgische Gewandung im Occident und Orient: Nach Ursprung und Entwicklung, Verwendung und Symbolik. Freiburg im Breisgau 1907; Neudruck: Wissenschaftliche Buchgesellschaft, Darmstadt 1964
- Handbuch der Paramentik. Herder, Freiburg im Breisgau 1912 (Volltext). 2., verbesserte Auflage: Die liturgischen Paramente in Gegenwart und Vergangenheit. Ein Handbuch der Paramentik. ebenda 1924 (Digitalisat).
- Meisterwerke der deutschen Goldschmiedekunst der vorgotischen Zeit. 2 Bände. München 1922; Neudruck (in einem Band): Garland, New York / London 1979 (= Sammelbände zur Geschichte der Kunst und des Kunstgewerbes. Band 8), ISBN 0-8240-3354-X.
- Der christliche Altar in seiner geschichtlichen Entwicklung. 1924.
- Liturgisches Handlexikon. 2., verbesserte und sehr vermehrte Auflage. 1924. Neudruck: Mäander, München 1993, ISBN 3-88219-351-4.
- Das christliche Altargerät in seinem Sein und in seiner Entwicklung. München 1932; Neudruck Olms, Hildesheim / New York 1973, ISBN 3-487-04890-6.
- Liturgia Romana: Eine Darstellung des römischen Ritus in lexikalischer Gestalt. Jos. Giesel, Hannover 1937.
- Die Reliquiare des christlichen Kultes und ihre Entwicklung. Herder, Freiburg im Breisgau 1940; Neudruck: Zeller, Osnabrück 1971, ISBN 3-535-00728-3.
- Tracht und Attribute der Heiligen in der deutschen Kunst. Stuttgart 1943; anastatischer Nachdruck ebenda 1964; 4., unveränderte Auflage, Gebr. Mann, Berlin 1992, ISBN 3-7861-1519-2.